# Fabian Molina
Fabian Molina, né le 8 juillet 1990 à Uster (originaire de Saint-Gall et de Neunkirch), est une personnalité politique suisse, membre du Parti socialiste. 
Président de la jeunesse socialiste suisse, il est ensuite député du canton de Zurich au Conseil national depuis mars 2018.

## Biographie
Fabian Molina naît le 8 juillet 1990 à Uster, dans le canton de Zurich. Il est originaire de Saint-Gall et de Neunkirch, dans le canton de Schaffhouse. Sa mère, de nationalité suisse, est physiothérapeute. Il a deux demi-frères et un frère cadet. Leur père, Jorge Molina, militant de gauche au Chili dans les années 1970, se réfugie en Suisse après treize séjours en prison sous le régime autoritaire du général Augusto Pinochet.
Il grandit à Illnau-Effretikon. Il suit le gymnase à la Kantonsschule Büelrain[réf. nécessaire] à Winterthour mais la quitte un an avant les examens de maturité gymnasiale alors qu'il devait refaire une année ; il se présente individuellement aux examens et obtient sa maturité en 2011,. Il se lance ensuite dans des études d'histoire et de philosophie à l'Université de Zurich.
Il est le secrétaire jeunesse du syndicat Unia de 2011 à 2014, puis collaborateur scientifique chez l’organisation non gouvernementale Swissaid entre 2017 et 2018. Il est coprésident de Swissaid depuis le 6 juin 2019.

## Parcours politique
Il entre à la Jeunesse socialiste suisse en 2006, après l'acceptation par le peuple du tour de vis donné à la loi sur les étrangers, puis est élu en 2009 président des Jeunes socialistes zurichois. Le 16 mars 2014, il est élu président de la Jeunesse socialiste suisse et s'engage dans la campagne contre la spéculation alimentaire. Il annonce sa démission en juin 2016 lors de l'assemblée annuelle de la Jeunesse socialiste, exprimant le souhait qu'une femme lui succède.
Il est membre du Conseil de ville (exécutif) de la commune d'Illnau-Effretikon de novembre 2010 à mars 2016. Il entre ensuite au Conseil cantonal de Zurich le 21 août 2017, où il siège jusqu'au 7 mai 2018.
Il est candidat au Conseil national en 2015 mais n'est pas élu. Le 15 mars 2018, il succède à Tim Guldimann au Conseil national en tant que représentant du canton de Zurich,, devant le plus jeune conseiller national de la législature,. Lors des élections fédérales de 2019, il parvient à conserver son siège en obtenant 81 905 voix. Il est à nouveau réélu en octobre 2023. Il est membre de la Commission de gestion (CdG) et de la Commission de politique extérieure (CPE).

### Profil politique
Fabian Molina a qualifié la persécution politique de son père au Chili de force motrice dans ses convictions politiques et son activisme.
Très présent dans les médias et au Parlement (record d'interventions et de questions déposées au cours des quatre premiers mois de mandat), offensif voire provocateur, il prend parfois son parti de court par ses prises de position publiques, comme lorsqu'il appelle en décembre 2021 à une obligation de vaccination pour lutter contre la pandémie de COVID-19 en Suisse, ou à une adhésion de la Suisse à l'Union européenne. Il est également très actif sur le dossier des relations avec la Chine, plaidant pour un durcissement de la position de la Suisse,,,.

### Autres mandats et activités
Il est membre d'Amnesty International, de Greenpeace, du Groupe Suisse sans armée (GSSA), de Public Eye et de Solidar Suisse[réf. nécessaire].